# Toru Fujisawa
Tōru Fujisawa, född 12 januari 1967 i Hokkaido, är en japansk serieskapare, är upphovsman till GTO, Shonan Junai Gumi med flera serier. Fujisawa är känd för sin unika stil och sitt sinne för att blanda komedi, drama och action utan att något känns överflödigt.